# 2. česká hokejová liga 2006/2007
2. česká hokejová liga v sezóně 2006/2007 byla 14. ročníkem samostatné třetí nejvyšší české soutěže v ledním hokeji.

## Fakta
- 14. ročník samostatné třetí nejvyšší české hokejové soutěže
- Do 1. ligy přímo postoupily vzhledem k rozšíření 1. ligy na 16 celků týmy HC Vrchlabí, HC Most a HC Šumperk.
- Do krajských přeborů díky rozšíření 1. ligy na 16 celků nikdo nesestoupil. Nově postupující do 2. ligy: HC Dvůr Králové nad Labem, HC Roudnice nad Labem a HC Karviná.
- Prodeje licencí na 2. ligu: HC Teplice do HC Litoměřice, HC Strakonice do HK Rokycany, HC Dvůr Králové nad Labem do HC Uničov, HC Žďár nad Sázavou do HC Kutná Hora a HC Velká Bíteš do HC Opava.

### Systém soutěže
Soutěž byla rozdělena na tři skupiny, a to západní, střední a východní. Každé z těchto skupin se účastnilo 12 týmů. V základní části čítající 44 kol se týmy utkaly čtyřkolově každý s každým.

#### Playoff
Do playoff postoupilo z každé skupiny 8 nejlepších týmů, přičemž skupiny západ a střed měly playoff společné. Skupina východ měla pouze playoff v rámci skupiny. Veškeré série playoff se hrály na 3 vítězná utkání.
Ve společném playoff skupin západ a střed nejprve přišlo na řadu osmifinále, kde čekal první tým skupiny západ osmý tým skupiny střed, první tým skupiny střed osmý tým skupiny západ, druhý tým skupiny západ sedmý tým skupiny střed, atd. Vítězové osmifinále postoupili do čtvrtfinále, z něhož vede cesta pro nejlepší 4 celky do semifinále. Dva vítězové semifinále postoupili přímo do 1. ligy.
Playoff skupiny východ bylo podobné. Vítěz skupiny východ ve čtvrtfinále narazil na osmý tým skupiny východ, druhý na sedmý, atd. Vítězové čtvrtfinále postoupili do semifinále, ze kterého vedla cesta pro dva nejúspěšnější celky do finále. Vítěz finále postoupil přímo do 1. ligy.

#### Skupiny udržení a baráže
Do krajských přeborů nikdo nesestoupil, neboť se 1. liga rozšiřovala na 16 celků.

## Skupina západ
| Poř. | Tým                   | Zápasů | Výhry | Výhry v prodloužení | Remízy | Porážky v prodloužení | Porážky | Skóre   | Body |
| ---- | --------------------- | ------ | ----- | ------------------- | ------ | --------------------- | ------- | ------- | ---- |
| 1.   | HC Most               | 44     | 32    | 2                   | 0      | 2                     | 8       | 226:111 | 102  |
| 2.   | HC Děčín              | 44     | 28    | 3                   | 3      | 0                     | 10      | 160:104 | 93   |
| 3.   | HC Klášterec nad Ohří | 44     | 24    | 5                   | 3      | 1                     | 11      | 169:118 | 86   |
| 4.   | HC Jablonec nad Nisou | 44     | 23    | 3                   | 3      | 3                     | 12      | 157:114 | 81   |
| 5.   | HC Klatovy            | 44     | 24    | 1                   | 4      | 1                     | 14      | 159:145 | 79   |
| 6.   | HC Řisuty             | 44     | 18    | 2                   | 2      | 5                     | 17      | 136:134 | 65   |
| 7.   | HC Kobra Praha        | 44     | 16    | 4                   | 4      | 3                     | 17      | 141:134 | 63   |
| 8.   | HC Benešov            | 44     | 16    | 1                   | 5      | 2                     | 20      | 145:158 | 57   |
| 9.   | HC Mělník             | 44     | 13    | 3                   | 3      | 0                     | 25      | 126:175 | 48   |
| 10.  | HC Teplice            | 44     | 11    | 3                   | 2      | 4                     | 24      | 123:183 | 45   |
| 11.  | HC Sokolov            | 44     | 7     | 4                   | 3      | 5                     | 25      | 121:177 | 37   |
| 12.  | HC Slaný              | 44     | 3     | 2                   | 0      | 7                     | 32      | 92:212  | 20   |

## Skupina střed
| Poř. | Tým                          | Zápasů | Výhry | Výhry v prodloužení | Remízy | Porážky v prodloužení | Porážky | Skóre   | Body |
| ---- | ---------------------------- | ------ | ----- | ------------------- | ------ | --------------------- | ------- | ------- | ---- |
| 1.   | HC Vrchlabí                  | 44     | 35    | 0                   | 3      | 2                     | 4       | 204:88  | 110  |
| 2.   | HC Benátky nad Jizerou       | 44     | 24    | 1                   | 5      | 2                     | 12      | 165:115 | 81   |
| 3.   | HC Chrudim                   | 44     | 23    | 2                   | 6      | 2                     | 11      | 156:111 | 81   |
| 4.   | HC Tábor                     | 44     | 20    | 5                   | 3      | 0                     | 16      | 149:133 | 73   |
| 5.   | HC ZVVZ Milevsko             | 44     | 19    | 1                   | 5      | 5                     | 14      | 118:108 | 69   |
| 6.   | IHC Písek                    | 44     | 20    | 2                   | 3      | 1                     | 18      | 144:125 | 68   |
| 7.   | KLH Vajgar Jindřichův Hradec | 44     | 16    | 2                   | 7      | 1                     | 18      | 124:129 | 60   |
| 8.   | HC Kolín                     | 44     | 17    | 2                   | 2      | 2                     | 21      | 132:144 | 59   |
| 9.   | HC Nymburk                   | 44     | 16    | 1                   | 7      | 1                     | 19      | 117:133 | 58   |
| 10.  | HC Žďár nad Sázavou          | 44     | 11    | 1                   | 6      | 2                     | 24      | 118:191 | 43   |
| 11.  | HC Pelhřimov                 | 44     | 8     | 2                   | 3      | 2                     | 29      | 113:163 | 33   |
| 12.  | HC Strakonice                | 44     | 8     | 1                   | 4      | 0                     | 31      | 103:203 | 30   |

## Společné playoff skupin západ a střed

### Osmifinále
- HC Most - HC Kolín 3:0 (9:0, 9:3, 5:3)
- HC Děčín - KLH Vajgar Jindřichův Hradec 3:0 (7:3 ,4:0, 2:0)
- HC Klášterec nad Ohří - IHC Písek 3:2 (2:0, 2:1 P, 2:3, 2:3, 5:3)
- HC Jablonec nad Nisou - HC ZVVZ Milevsko 3:2 (1:6, 2:5, 4:2, 6:4, 2:0)
- HC Vrchlabí - HC Benešov 3:0 (5:1, 4:1, 7:1)
- HC Benátky nad Jizerou - HC Kobra Praha 3:0 (5:2, 3:1, 3:0)
- HC Chrudim - HC Řisuty 3:2 (4:5, 2:0, 2:1, 2:3, 7:3)
- HC Tábor - HC Klatovy 2:3 (0:4, 8:1, 0:2, 2:1 P, 1:4)

### Čtvrtfinále
- HC Vrchlabí - HC Klatovy 3:1 (5:1, 4:3, 2:7, 3:1)
- HC Most - HC Jablonec nad Nisou 3:1 (10:1, 7:2, 3:4 SN, 6:4)
- HC Děčín - HC Chrudim 0:3 (1:5, 1:2, 2:6)
- HC Benátky nad Jizerou - HC Klášterec nad Ohří 3:0 (2:1, 7:2, 3:1)

### Semifinále
- HC Vrchlabí - HC Chrudim 3:1 (7:4, 1:2, 5:1, 6:3)
- HC Most - HC Benátky nad Jizerou 3:2 (4:2, 1:0, 3:4 P, 4:5, 5:3)

Týmy Vrchlabí a Mostu postoupily do 1. ligy.

## Skupina východ
| Poř. | Tým                  | Zápasů | Výhry | Výhry v prodloužení | Remízy | Porážky v prodloužení | Porážky | Skóre   | Body |
| ---- | -------------------- | ------ | ----- | ------------------- | ------ | --------------------- | ------- | ------- | ---- |
| 1.   | HC Šumperk           | 44     | 27    | 1                   | 4      | 0                     | 12      | 202:103 | 87   |
| 2.   | HC Technika Brno     | 44     | 26    | 0                   | 5      | 2                     | 11      | 192:134 | 85   |
| 3.   | SHK Hodonín          | 44     | 24    | 2                   | 2      | 1                     | 15      | 164:123 | 79   |
| 4.   | HC Zubr Přerov       | 44     | 22    | 3                   | 3      | 3                     | 13      | 162:119 | 78   |
| 5.   | HC Blansko           | 44     | 24    | 0                   | 4      | 2                     | 14      | 146:118 | 78   |
| 6.   | HC Orlová            | 44     | 22    | 1                   | 1      | 6                     | 14      | 172:123 | 75   |
| 7.   | HK Nový Jičín        | 44     | 20    | 4                   | 6      | 0                     | 14      | 165:136 | 74   |
| 8.   | HC Šternberk         | 44     | 18    | 4                   | 3      | 1                     | 18      | 199:160 | 66   |
| 9.   | HC Valašské Meziříčí | 44     | 20    | 0                   | 2      | 0                     | 22      | 144:166 | 62   |
| 10.  | HK Kroměříž          | 44     | 11    | 0                   | 2      | 1                     | 30      | 129:205 | 36   |
| 11.  | HHK Velké Meziříčí   | 44     | 8     | 2                   | 3      | 1                     | 30      | 99:211  | 32   |
| 12.  | HC Velká Bíteš       | 44     | 5     | 2                   | 1      | 2                     | 34      | 89:265  | 22   |

## Playoff skupiny východ

### Čtvrtfinále
- HC Šumperk - HC Šternberk 3:0 (10:5, 4:2, 5:4)
- HC Technika Brno - HK Nový Jičín 3:0 (6:4, 6:4, 9:3)
- SHK Hodonín - HC Orlová 3:0 (4:2, 3:2 SN, 2:1)
- HC Zubr Přerov - HC Blansko 3:0 (3:1, 5:0, 5:4)

### Semifinále
- HC Šumperk - HC Zubr Přerov 3:1 (4:3, 4:1, 2:5, 3:2 SN)
- HC Technika Brno - SHK Hodonín 2:3 (4:5 P, 3:2 P, 2:1 P, 1:2, 5:6)

### Finále
- HC Šumperk - SHK Hodonín 3:1 (3:1, 5:0, 2:3 P, 4:1)

Tým Šumperka postoupil do 1. ligy.

## Kvalifikace o 2. ligu
Přeborník Karlovarského kraje - HC Mattoni Karlovy Vary se zřekl účasti v kvalifikaci. TJ Sokol Čechočovice - přeborník Kraje Vysočina se zřekl účasti v kvalifikaci.

### Čechy

#### 1. kolo
- HC Spei výfuky Praha (přeborník Pražského přeboru) - HC Roudnice nad Labem (přeborník Ústeckého krajského přeboru) 1:3, 5:3, prodl. 0:1

#### 2. kolo
- HC Roudnice nad Labem (přeborník Ústeckého krajského přeboru) - HC Velké Popovice (přeborník Středočeského krajského přeboru) 6:3, 4:3
- HC Choceň (přeborník Pardubického krajského přeboru) - VTJ Ještěd Liberec (přeborník Libereckého krajského přeboru) 5:5, 8:2
- HC Veselí nad Lužnicí (přeborník Jihočeského krajského přeboru) - HC Dvůr Králové nad Labem (přeborník Královéhradeckého krajského přeboru) 5:2, 0:7
- HC Mattoni Karlovy Vary (přeborník Karlovarského krajského přeboru) - HK Rokycany (přeborník Plzeňského krajského přeboru) 0:5 kontumačně, 0:5 kontumačně

#### 3. kolo
- HC Dvůr Králové nad Labem - HK Rokycany 3:5, 6:1
- HC Roudnice nad Labem - HC Choceň 5:2, 5:1

Týmy Dvora Králové nad Labem a Roudnice nad Labem postoupily do 2. ligy.

### Morava
| Poř. | Tým                                                                 | Zápasů | Výhry | Remízy | Porážky | Skóre | Body |
| ---- | ------------------------------------------------------------------- | ------ | ----- | ------ | ------- | ----- | ---- |
| 1.   | SK Karviná (přeborník Moravskoslezského krajského přeboru)          | 3      | 3     | 0      | 0       | 18:8  | 6    |
| 2.   | HC Moravské Budějovice (přeborník Jihomoravského krajského přeboru) | 3      | 1     | 0      | 2       | 8:13  | 2    |
| 3.   | HC Uherský Brod (přeborník Zlínského krajského přeboru)             | 2      | 0     | 0      | 2       | 7:12  | 0    |

- Poslední zápasy se nedohrávaly, jakmile bylo jasno o postupujícím.
- Tým Karviné postoupil do 2. ligy.